# District régional de la Capitale
Le District régional de la Capitale en Colombie-Britannique est situé dans le sud de l'Ile de Vancouver et les Iles Gulf du sud (Saltspring, Galiano, Pender, Saturna, Mayne, ainsi que plusieurs autres petites îles). Le district régional de Cowichan Valley le ceinture au nord. Le siège du district régional se situe à Victoria.
Les responsabilités du District incluent le recyclage, la gestion de déchets, le traitement des eaux d'égouts et leur contrôle, l'approvisionnement en eau potable des régions, les subventions aux groupes artistiques à but non lucratif, le planning régional, les subventions aux soins de santé et gèrent les treize parcs régionaux, sentiers et reserves naturelles couvrant plus de 100 km2. Le district est l'actionnaire exclusif du projet régional de la Corporation de logement de la Capitale, qui détient plus de 1 200 unités de maisons à louer.
Le district assume aussi certaines responsabilités habituellement prises en charge par les municipalités dans certaines régions désorganisés du district. Ceci inclut le contrôle animalier, l'inspection des bâtiments, la protection incendie et la sureté municipale. En outre, certaines municipalités gèrent elles-mêmes ces derniers services par un arrangement contractuel avec le district.

## Villes principales
Grand Victoria
- Central Saanich
- Colwood
- Esquimalt
- Highlands
- Langford
- Metchosin
- North Saanich
- Oak Bay
- Saanich
- Sidney
- Sooke
- Victoria
- View Royal

Ouest du district
- East Sooke
- Jordan River
- Otter Point
- Shirley
- Port Renfrew

Saltspring Island
- Ganges
- Fulford Harbour
- Vesuvius Bay
- Long Harbour
- Beaver Point
- Musgrave Landing.

Iles Gulf
- Bedwell Harbour (Pender Island)
- Montague Bay (Galiano Island)
- Otter Bay (Pender Island)
- Saturna (Saturna Island)
- Sturdies Bay (Galiano Island)
- Village Bay (Mayne Island)

## Routes principales
Routes principales traversant le district de la Capitale:
- Highway 1(Route Transcanadienne)
- Highway 14
- Highway 17